# Río Caribe
Río Caribe – miasto w Wenezueli, w stanie Sucre, siedziba gminy Arismendi.
Według danych szacunkowych na rok 2011 liczyło 18 661 mieszkańców..